# VII. Reserve-Korps (Deutsches Kaiserreich)
Das VII. Reserve-Korps war ein Großverband der Armee des Deutschen Kaiserreiches.

## Geschichte

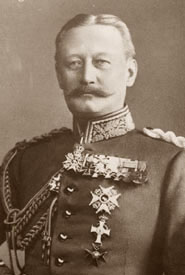
Johann von Zwehl

Mit Ausbruch des Ersten Weltkriegs und bei der Mobilmachung am 2. August 1914 wurde das Korps aufgestellt und kämpfte den gesamten Krieg über an der Westfront.
Das VII. Reserve-Korps war Teil der 2. Armee und marschierte unter dem Kommandierenden General von Zwehl durch das neutrale Belgien in Frankreich ein. Als Generalstabschef fungierte Oberstleutnant Hans Hesse, die zu Kriegsbeginn unterstellte 13. Reserve-Division führte Generalleutnant von Kühne, die 14. Reserve-Division befehligte Generalleutnant von Unger. Zwischen 8. und 12. August wurden die Truppen im Raum Horrem-Buir-Düren versammelt und der 2. Armee in zweiter Linie nachgeführt. Am 14. August schlossen die Truppen bis zur Ourthe auf, am 16. August wurde Lüttich und Herve erreicht. Am 22. August zog das Korps die 14. Reserve-Division nach Gembloux nach und löste nördlich der Sambre die kurzfristig zurückgelassene 1. Garde-Division an der Westfront der Festung Namur ab. Während die 13. Reserve-Division noch im Raum Lüttich stand, erhielt das Korps am 24. August Befehl mit der 14. Reserve-Division nach Binche weiterzumarschieren um das VII. Armee-Korps vor Maubeuge zu verstärken. Nach der Ablösung des Generals von Einem übernahm Generalleutnant von Zwehl am 27. August die oberste Führung der Einschließung der Festung. Der Hauptangriff richtete sich gegen die Nordostfront, die Einleitung des Beschusses durch schwerste Artillerie brachte Maubeuge schließlich am 8. September zur Kapitulation, es gab 45.000 Gefangene und 400 Geschütze wurden eingebracht. Nach dem Fall der Festung wurde das freigewordene VII. Reserve-Korps in Gewaltmärschen über St. Quentin zur Verstärkung der schwer bedrängten deutschen Hauptmacht herangeführt und der in die Aisneschlacht eingeschobenen 7. Armee unterstellt. Noch in der Nacht zum 13. September wurden die vordersten Teile des VII. Reserve-Korps aus Gegend südöstlich Laon kommend auf die Höhen des Chemin des Dames vorgezogen um den Angriff der Briten zu stoppen. Ohne das rechtzeitige Eintreffen von Zwehl und seiner Truppen hätte ein Durchbruch der Entente zwischen der deutschen 1. und 2. Armee nicht verhindert werden können. Das Korps rang um Hochfläche von Montherauld, wurde auf die Ailette zurückgedrängt, hielt aber die Linie zwischen Courtencon und Craonne, wo auch das aus Lothringen herangezogene XV. Armee-Korps in die Abwehrkämpfe eingriff.
Es folgte ein einjähriger Stellungskrieg an der Aisne, bevor das Korps Ende September 1915 an die östliche Maasfront zur 5. Armee überstellt wurde. Am 21. Februar 1916 begann der Angriff deutscher Truppen auf die Festung Verdun, das Korps war zusammen mit dem III. und XVIII. Armee-Korps am ersten Hauptstoß beteiligt und trat zwischen den Dörfern Consenvoye und Flabas nach Süden an. Angriffsziel des Korps waren die Höhenlinie auf dem Haumont und die Säuberung des Geländeabschnitts zwischen Maas und Haumont-Wald. Nach fünfstündigem Kampf fiel der Bois d'Haumont in deutsche Hände, bis 24. Februar auch das Dorf Samogneux. Nach wenigen Tagen rannte der Angriff aber am Côte-Talou vor der Nordfront Verduns am französischen Widerstand völlig fest. Am 24. Oktober 1916 musste die am linken Flügel des Korps unterstellte 25. Reserve-Division den Raum beidseitig von Thiaumont vor französischen Gegenangriffen wieder aufgeben.
Bereits am 17. September 1916 hatte General der Infanterie von Soden die Führung des Korpskommandos übernommen, das Mitte Dezember im Raum Louvemont und Bezonvaux eingesetzt wurde. Im Frühjahr 1917 stand das Korps im Abschnitt der 3. Armee in Stellungskämpfen in der Champagne. Während der Zweiten Aisneschlacht wurde das Generalkommando ab 16. April 1917 als „Gruppe Reims“ bezeichnet und am 28. Mai wieder dem von der Sommefront an die östliche Aisnefront herübergezogenen A.O.K. 1. unterstellt. Ab Ende August 1917 führte Generalleutnant von Garnier während der Stellungskämpfe bei Reims das Korpskommando und wurde in dieser Position ab Anfang Dezember durch Generalleutnant Wellmann abgelöst.
Im Zuge der deutschen Angriffe in der Frühjahrsoffensive 1918 versuchte die "Gruppe Wellmann" ab 27. Mai 1918 die westlicher stehende breiträumig angesetzte 7. Armee in der Angriffsschlacht zwischen Soissons und Reims in der Dritten Aisneschlacht zu unterstützen.
Kurz vor der am 18. Juli losbrechenden französischen Gegenoffensive im Marnebogen hatte Generalleutnant von Lindequist das Kommando übernommen. Bei den Abwehrkämpfen gegenüber der französischen 5. Armee (Berthelot) vor Reims war dem Kommando die 238. Infanterie-Division, 242. und die Bay. 8. Reserve-Division zugeteilt. Nach dem im September eingeleiteten Rückzug auf die Hunding-Stellung wurde kurzfristig der Suippe-Abschnitt beiderseits Bazancourt besetzt. Anfang Oktober etablierte sich das Korpskommando in der Brunhild Stellung am nördlichen Aisneufer im Raum Château-Porcien und westlich Rethel. Dabei waren dem Korpskommando die 1. und 242. Infanterie-Division sowie die Bay. 8. und 50. Reserve-Division zugeteilt. Teile der neu unterstellten 17. Infanterie-Division rangen Ende Oktober bei Vouziers. Nach dem Rückzug auf die Antwerpen-Maas-Stellung erfolgte nach dem Waffenstillstand im November 1918 die Räumung der letzten besetzten Gebiete.

## Gliederung
Das Korps war bei Kriegsbeginn der 2. Armee unterstellt und wie folgt gegliedert:
- 13. Reserve-Division
  - 25. Reserve-Infanterie-Brigade
  - 28. Reserve-Infanterie-Brigade
  - Reserve-Husaren-Regiment Nr. 5
  - Reserve-Feldartillerie-Regiment Nr. 13
  - 4. Kompanie/Pionier-Bataillon Nr. 7
- 14. Reserve-Division
  - 37. Reserve-Infanterie-Brigade
  - 39. Reserve-Infanterie-Brigade
  - Reserve-Husaren-Regiment Nr. 8
  - Reserve-Feldartillerie-Regiment Nr. 14
  - 1. und 2. Reserve-Kompanie/1. Rheinisches Pionier-Bataillon Nr. 8

## Kommandierender General
| Dienstgrad             | Name                  | Datum                                  |
| ---------------------- | --------------------- | -------------------------------------- |
| Generalleutnant        | Johann von Zwehl      | 02. August 1914 bis 17. Dezember 1916  |
| General der Infanterie | Franz von Soden       | 17. September 1916 bis 26. August 1917 |
| Generalleutnant        | Otto von Garnier      | 27. August bis 2. Dezember 1917        |
| Generalleutnant        | Richard Wellmann      | 03. Dezember 1917 bis 14. Juli 1918    |
| Generalleutnant        | Arthur von Lindequist | 15. Juli bis 16. Dezember 1918         |